# دريد فاضل (مؤلف موسيقي)
مؤلف موسيقي، عازف عود، تربوي، أكاديمي موسيقي عراقي.

## دراسته
ولد دريد عام (1974) وأنهى دراسته الابتدائية والثانوية في بغداد، ثم حصل على شهادة البكلوريوس في الفنون الموسيقية من كلية الفنون الجميلة بجامعة بغداد عام (1997). والماجستير في العلوم الموسيقية عام (2000) عن رسالته الموسومة (أسلوب الشريف محي الدين حيدر وتاثيراته في عازفي العود في العراق - دراسة تحليلية مقارنة). والدكتوراه- فلسفة في الفنون الموسيقية عام (2015) عن أطروحته الموسومة (خصائص الموسيقى التصويرية في الأفلام السينمائية العراقية).

## حياته العملية
عمل دريد فاضل في العديد من الفرق الموسيقية وأهمها: فرقة ألف ليلة بقيادة الموسيقار سالم حسين (1999). وفرقة بابل للتراث الموسيقي العراقي (2001- 2003). ثم تولى قيادة الأوركسترا الشرقي لمعهد الدراسات الموسيقية (2001 - 2003). وقيادة فرقة دجلة للموسيقى العربية الكلاسيكية (2008 - 2012). وعمل دريد في المجال الأكاديمي مدرساً للعزف على آلة العود في: مركز دار السلام للتربية الموسيقية (1995 - 1997)، وبيت المقام العراقي (1992 - 1997)، ومدرسة الموسيقى والباليه (2000 - 2004)، ومعهد الفنون الجميلة - أربيل (2004 - 2006). ومدرساً لمادة الصولفيج وتربية السمع في معهد الدراسات الموسيقية (1997 - 2016). ومحاضراً لتدريس آلة العود في قسم الفنون الموسيقية بكلية الفنون الجميلة - جامعة بغداد (1997 - 2006). ومحاضراً لتدريس آلة العود وعلم الآلات الموسيقية في قسم الفنون الموسيقية بكلية الفنون الجميلة - جامعة صلاح الدين (2004 - 2006). ومحاضراً لمادة التذوق الموسيقي في قسم الفنون السينمائية والتلفزيونية بكلية الفنون الجميلة - جامعة بغداد (2013 - 2016). وكلّف بمهام المعاون الفني لمعهد الدراسات الموسيقية (2000 - 2002). ومديراً للمعهد بالوكالةً عام (2007). كما تقلد دريد فاضل مهاماً ثقافية أخرى أهمها توليه أمانة سر اللجنة الوطنية العراقية للموسيقى (2008 - 2013). ورئاسة مؤسسة جماعة دجلة للموسيقى (2009 – 2014). وعضوية هيئة تحرير مجلة القيثارة (2002).وهيئة تحرير جريدة إتجاهات الثقافية (2006 – 2009). كما كتب دراسات في العلوم الموسيقية ومقالات في النقد الموسيقي والنقد نشرتها الصحف والمجلات العراقية والعربية. وأسهم في صياغة النظام الداخلي لبيت العود العراقي عام (2001)، واتحاد الموسيقيين العراقيين، واللجنة الوطنية العراقية للموسيقى عام (2003). وصاغ مسودة القيود والالتزامات في مجال التسجيل الصوتي وحقوق الملكية الموسيقية في العراق كجزء من متطلبات انضمام العراق إلى منظمة التجارة العالمية عام (2010). وفي عام (2011) التحق ببرنامج الزائر القيادي الدولي / برنامج قادة المؤسسات الفنية الثقافية، ومنح شهادة القادة الدوليين الصادرة عن وزارة الخارجية الأميركية. وكان قد خطط وقاد مشروع (موسيقى من العراق) بواقع ثلاث أجزاء خلال الأعوام (2010 - 2013) بتسجيله عشرة إسطوانات موسيقية توثق أهم منابع الموروثات الموسيقية العراقية وهي: (الجزء الأول / موسيقى من العراق - أربع إسطوانات شملت: موسيقى من المقام العراقي، موسيقى من ريف العراق، موسيقى من المنطقة الغربية، سرد موسيقي على الآلات الموسيقية الشعبية في العراق). (الجزء الثاني / الموسيقى التقليدية للأقليات العراقية - إسطوانتين شملت: الموروث الموسيقي الإيزيدي، التراث الموسيقي الشبكي). (الجزء الثالث / موسيقى من نينوى - أربع إسطوانات شملت: الموروث الموسيقي الموصلي، تراث الشيخ عثمان الموصلي، مقام عراقي من الموصل، غناء ريف وبادية الموصل). وقد وثق المشروع أداءات موسيقية لـ (54عازف، و18 مطرب) فضلاً عن كادر واسع من الفنيين والخبراء والمساعدين والمصممين.

## المؤلفات الموسيقية

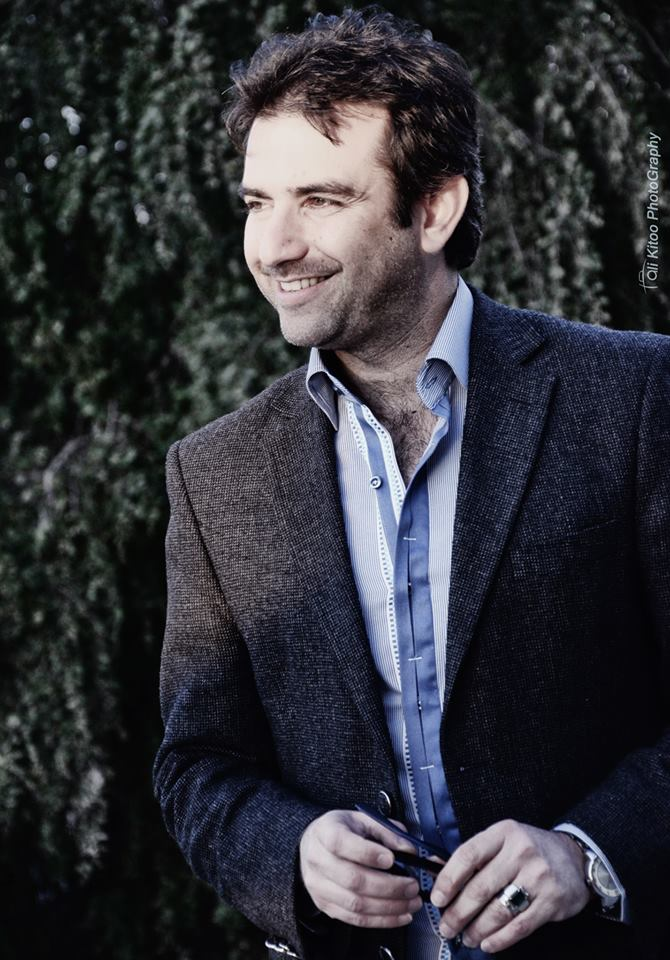
دريد فاضل

كتب دريد فاضل الموسيقى التصويرية لعدد من الأفلام السينمائية الروائية والتسجيلية والبرامج التلفزيونية منها: 
- جواد سليم (فيلم وثائقي) إنتاج دائرة الفنون/ وزارة الثقافة (2004).
- نصب الحرية (فيلم وثائقي) للمخرج فاضل العقابي (2005).
- امرأة من العراق (وثائقي طويل) للمخرج طه طارق (2005).

- نهارات المدى (موسيقى الشارة) إنتاج مؤسسة المدى (2007).
- ما كان وعداً (فيلم تسجيلي) للمخرجة الأميركية روشين ثاناكاران (2008).
- حلم النوارس (لوحة موسيقية) لصالح الفرقة القومية للفنون الشعبية (2008).
- فضاء بين نهرين (لوحة موسيقية مسرحية) لصالح إسبوع المدى الثقافي (2008).
- كرنتينة (فيلم سينمائي روائي) للمخرج عدي رشيد (2009).
- الواسطي (فيلم وثائقي) للمخرج د. طارق الجبوري (2012).
- صمت الراعي (سينمائي روائي طويل) للمخرج رعد مشتت (2013).
- سر القوارير (سينمائي روائي طويل) للمخرج د. علي حنون (2014).
- سلايد (سينمائي روائي قصير) للمخرج ملاك عبد علي (2014).
- شروق (سينمائي روائي قصير) للمخرجة إنعام عبد المجيد (2014).
- سوق سفوان (وثائقي قصير) للمخرج هادي ماهود (2015).
- أغمض عينيك جيداً (روائي قصير) للمخرج علي البياتي (2016).

- زيرو ميلم (روائي قصير) للمخرجة سيماء سمير.
- مكالمة فائتة (روائي قصير) للمخرج أياد درويش.
- أنفاق الخوف (سلسلة وثائقية) إخراج رعد مشتت (2017).[2]
- نقطة المواجهة (روائي طويل) إخراج حليم زهراوي (2018).
- أماني (وثائقي) إخراج فاضل ماهود (2019).
- إلى بغداد (روائي طويل) إخراج أنور الياسري (2020).[3]
- موسيقى المطر (روائي قصير) اخراج د. رياض شهيد (2022).
- ورث عمتي (مسلسل كوميدي) اخراج د. علي حنون (2023).

## شهادات وجوائز
حصل دريد فاضل على دروع وشهادات تقديرية عديدة من المؤسسات التربوية والعلمية والثقافية، منها: جائزة مؤسسة العويس التقديرية (2009). ميدالية لوس أنجيلوس الثقافية (2011). درع الجواهري عن اتحاد الأدباء والكتاب في العراق (2014). درع اتحاد الإذاعيين والتلفزيونيين في العراق (2014). درع محافظة بابل (2015). جائزة أفضل موسيقى تصويرية عن فيلم (سلايد) في مهرجان تطاوين السينمائي (المغرب 2015). جائزة أفضل موسيقى تصويرية عن فيلم (أغمض عينيك.. جيداً) في مهرجان (هاك - إش) / أنقرة (تركيا 2016).

## مشاركات فنية وثقافية
يحرص دريد فاضل أن يكون ناشط في تقديم المحاضرات وتنظيم الندوات الثقافية التي تعنى بالفنون الموسيقية في المراكز والمؤسسات الحكومية والمدنية. وله العديد من المشاركات الفنية والثقافية، منها: مهرجان بابل الدولي (1995 - 2002). مؤتمر الموسيقى العربية (ألقاهرة - للدورات: 2002/ 2010 / 2012). مهرجان العقبة الدولي للثقافة والفنون. المركز الثقافي الملكي. مؤسسة شومان. جامعة ألبتراء للبنات. الأكاديمية الأردنية للموسيقى (الأردن 1999). الأسبوع الثقافي العراقي (الأردن 2002). المؤتمر التأسيسي للمجلس العام للثقافة والفنون للمنظمات غير الحكومية (بغداد 2004). مؤتمر المثقفين العراقيين (بغداد 2005). المنتدى الثقافي العالمي (البحر الميت 2005). مهرجان بغداد السينمائي الثاني (بغداد 2007). مهرجان المدى للثقافة والفنون (بغداد 2008). الأسبوع الثقافي العراقي (الإمارات العربية المتحدة 2009). مهرجان الفلكلور العراقي الأول (بغداد 2009). المؤتمر الأول للمؤسسة العراقية للملكية الفكرية (بغداد 2010). مؤتمر ثقافة الأطفال الدولي الأول (بغداد 2010). ملتقى بغداد الدولي الأول للموسيقى (بغداد 2011). مهرجان ربيع المسرح العراقي (القادسية 2012). مهرجان الأغنية الثمانينية (بغداد 2012). بينالي البندقية / الجناح العراقي (فينيسيا 2013). مهرجان زوم للأفلام السينمائية (ميسان 2016). ملتقى العود العربي (عمّان 2017). مهرجان كتارا الدولي الثاني لآلة العود (الدوحة 2018).

## المؤسسات والجمعيات
يحمل دريد فاضل صفة العضوية في: أللجنة الوطنية العراقية للموسيقى. اتحاد الموسيقيين العراقيين. اتحاد الإذاعيين والتلفزيونيين العراقيين. الاتحاد العام للادباء والكتاب في العراق. نقابة المعلمين العراقيين. نقابة الفنانين العراقيين. جمعية دعم الثقافة العراقية. مؤسسة اتجاهات للثقافة والفنون. وهو خبير موسيقي معتمد لدى: وزارة التربية / لجنة فحص المناهج الخاصة بمعاهد الفنون الجميلة، ولجنة إختيار الأناشيد المدرسية. وزارة الثقافة / دار الشؤون الثقافية العامة. الاتحاد العام للأدباء والكتاب في العراق. الجهاز المركزي للتقييس والسيطرة النوعية. المركز الوطني لحماية حق المؤلف والحقوق المجاورة.
|المراجع = 
durayd.blogspot.com
|التصنيفات=